# 汤和墓
32°55′33.83″N 117°24′44.22″E / 32.9260639°N 117.4122833°E
汤和墓位于安徽省蚌埠市东郊龙子湖区曹山南麓。1973年经考古发掘，确定为明初大臣汤和的墓葬。是安徽省目前所知墓主身份最高的明代墓葬。现建有汤和墓古迹园。
墓葬依山傍水，占地54.19畝。墓前现存160米神道，并有大型神道碑，以及石雕马、羊、狮、武士等六对石象生。神道碑和石象生保存较好。墓室是大型砖石建筑，由前室、后室、一个侧室组成。历史上多被盗。1973年时，当地因修建龙子湖公路，对其进行考古发掘。出土百余件文物，根据墓誌銘确定墓主为汤和。出土文物中的一件元青花缠枝牡丹纹兽耳盖罐定为国家一级文物，是蚌埠市博物馆镇馆之宝。
1982年，蚌埠市人民政府公布汤和墓为市级重点文物保护单位。1986年，安徽省人民政府公布为省级重点文物保护单位。亦被列入蚌埠市爱国主义教育基地之一。